# FTC-Rail Cargo Hungaria
FTC-Rail Cargo Hungaria este o echipă maghiară de handbal feminin din Budapesta, secție a clubului polisportiv Ferencvárosi TC. Poreclită Fradi, echipa evoluează în Nemzeti Bajnokság I, liga superioară de profil din Ungaria. FTC este unul din cele mai de succes cluburi din țară, având în palmares 13 titluri de campioană și 14 cupe ale Ungariei. De asemenea, FTC are o reputație bună în competițiile europene: a câștigat de trei ori Cupa Cupelor EHF, în 1978, 2011, și 2012, și o dată Cupa EHF, în 2006. FTC a ajuns de două ori și în finala Ligii Campionilor EHF, dar nu a reușit să câștige trofeul.
Denumită multă vreme Ferencvárosi Torna Club, echipa și-a schimbat numele din rațiuni de sponsorizare.

## Culori, sponsori

### Producătorii de echipament și sponsorii de pe tricouri
| Perioadă  | Producător de echipament   | Sponsor pe tricou                       |
| --------- | -------------------------- | --------------------------------------- |
|           | adidas                     |                                         |
| 2004–2005 | T-Mobile                   |                                         |
| 2005      | Retz Bútor                 |                                         |
| 2006      | Retz Bútor / Budapest Bank |                                         |
| 2006–2009 | Budapest Bank              |                                         |
| 2009–2010 | –                          |                                         |
| 2010      | Erima                      | FŐTÁV Zrt. / Jógazdabank                |
| 2011      | Erima                      | Rail Cargo Hungaria / FŐTÁV Zrt.        |
| 2011–2013 | Erima                      | Rail Cargo Hungaria                     |
| 2013–2014 | Nike                       | Rail Cargo Hungaria / Aegon             |
| 2014–     | Nike                       | Rail Cargo Hungaria / Aegon / Budapesta |

## Palmares
- Nemzeti Bajnokság I:
  -  Aur: 1966, 1968, 1969, 1971, 1994, 1995, 1996, 1997, 2000, 2002, 2007, 2015, 2021[5]
  -  Argint: 1963, 1967, 1970, 1972, 1973, 1976, 1977, 1978, 1993, 1999, 2001, 2003, 2006, 2009, 2012, 2013, 2014, 2016
  -  Bronz: 1974, 1975, 1979, 1980, 1987, 1998, 2004, 2005, 2008, 2011

- Magyar Kupa:
  -  Câștigătoare: 1967, 1970, 1972, 1977, 1993, 1994, 1995, 1996, 1997, 2001, 2003, 2017, 2022, 2023[5]
  - Finalistă: 1963, 1973, 1978, 1986, 1998, 1999, 2007, 2010, 2013, 2014, 2015
  -  Câștigătoare: 1955 (handbal în 11 jucătoare)

- Liga Campionilor EHF:
  - Finalistă: 1971, 2002
  - Semifinalistă: 1996, 1997, 2001

- Cupa Cupelor EHF:
  -  Câștigătoare: 1978, 2011, 2012
  - Finalistă: 1979, 1994
  - Semifinalistă: 2007, 2015

- Cupa EHF:
  -  Câștigătoare: 2006
  - Semifinalistă: 2005

- Trofeul Campionilor EHF:
  - Locul trei: 2002
  - Locul patru: 2006

## Echipa

### Lotul de jucătoare
Lotul pentru sezonul 2020–21
| Portari - 13 Kinga Janurik - 16 Blanka Bíró Extreme stânga - 06 Nadine Schatzl - 21 Gréta Márton Extreme dreapta - 18 Anett Kovács - 26 Angela Malestein Pivoți - 02 Noémi Pásztor - 14 Anett Kisfaludy - 93 Julia Behnke | Intermediari stânga - 10 Klára Csiszár-Szekeres - 20 Emily Bölk - 45 Noémi Háfra Centri - 08 Zita Szucsánszki - 33 Nikolett Tóth - 91 Anikó Kovacsics (c) Intermediari dreapta - 17 Alicia Stolle - 42 Katrin Klujber |

## Staff tehnic
| Nume             | Naționalitate | Ocupație             |
| ---------------- | ------------- | -------------------- |
| Gábor Elek       | Ungaria       | Antrenor principal   |
| András Novák     | Ungaria       | Antrenor cu portarii |
| Vladimir Golovin | Ucraina       | Antrenor de junioare |
| Attila Pavlik    | Ungaria       | Medic                |
| László Nemecsek  | Ungaria       | Maseur               |
| György Szász     | Ungaria       | Director tehnic      |

## Conducerea administrativă
| Nume             | Ocupație                           |
| ---------------- | ---------------------------------- |
| Zsolt Ákos Jeney | Președinte de departament          |
| Beatrix Kökény   | Manager                            |
| Sándor Király    | Director executiv                  |
| Zsolt Hemela     | Șef de departament                 |
| András Novák     | Director de marketing și logistică |
| Andrea Pordán    | Relații internaționale             |
| Brigitta Sidó    | Ofițer de presă                    |
| Endre Suti       | Director tehnic                    |
| György Szász     | Manager tehnic                     |

### Foste jucătoare notabile
| - Valéria Agócs - Barbara Balogh - Mária Bende - Rita Deli - Mária Dévényi - Andrea Farkas - Ágnes Farkas | - Márta Giba - Katerina Harisová - Gabriella Juhász - Olívia Kamper - Fanni Kenyeres - Erika Kirsner - Beatrix Kökény | - Rozália Lelkes - Dóra Lőwy - Katarina Mravíková - Ildikó Pádár - Viktória Rédei Soós - Rothermel Anna - Eszter Siti | - Amália Sterbinszky - Tímea Sugár - Beatrix Tóth - Ildikó Tóth - Tímea Tóth - Lucia Uhraková - Zsuzsanna Tomori - Danick Snelder - Nerea Pena |

### Antrenori
| Perioadă  | Antrenor principal          | Observații                                                     |
| --------- | --------------------------- | -------------------------------------------------------------- |
| 1960–1965 | Endre Balogh                |                                                                |
| 1966–1985 | Gyula Elek                  | Cel mai longeviv antrenor din istoria clubului Ferencvárosi TC |
| 1985      | Gyula Elek și András Németh |                                                                |
| 1986      | Károly Konkoly              |                                                                |
| 1986–1988 | Mária Berzsényi             |                                                                |
| 1989–1990 | Pál Hoffmann                |                                                                |
| 1990–1992 | Gyula Elek                  | A doua perioadă la club ca antrenor                            |
| 1992–2007 | András Németh               | Cele mai bune rezultate cu Ferencvárosi TC                     |
| 2007–2008 | Gyula Zsiga                 |                                                                |
| 2008–0    | Gábor Elek                  | Fiul fostului antrenor Gyula Elek                              |

### Componențe ale câștigătoarelor campionatului
| Componență |
| --- |
| Czitkovics Éva, Giba Márta, Huszár Erzsébet, Jányáné Bognár Erzsébet, Nagy Ida, Nagy Teréz, Pencz Júlia, Rothermel Anna, Ruff Ilona, Stern Judit, Szegedi Ida, Szilágyi Gizella, Zubor Gáborné, Zsidai Zsuzsa |
| Antrenor |
| Elek Gyula |

| Componență |
| --- |
| Csiha Magdolna, Elekné Rothermel Anna, Hólyáné Pencz Júlia, Huszár Erzsébet, Jánya Józsefné, Kenesei Lenke, Nagy Teréz, Somogyi Éva, Szakmári Mária, Szilágyi Gizella, Takácsné Giba Márta, Zubor Gáborné, Zsidai Zsuzsa |
| Antrenor |
| Elek Gyula |

| Componență |
| --- |
| Balogh Lenke, Csiha Magdolna, Dán Erzsébet, Elek Gyuláné, Hólya Istvánné, Huszár Erzsébet, Jánya Józsefné, Kenesei Lenke, Nagy Teréz, Somogyi Éva, Szakmári Mária, Takács Péterné, Török Erzsébet, Zubor Gáborné, Zsidai Zsuzsa |
| Antrenor |
| Elek Gyula |

| Componență |
| --- |
| Agócs Valéria, Bajcsevné Huszár Erzsébet, Berzsenyi Mária, Chmelár Veronika, Csiha Magdolna, Elek Gyuláné, Filep Ilona, Hegedűs Teréz, Hólya Istvánné, Kádárné Kardos Katalin, Kruzslicz Edit, Sterbinszky Amália, Szőke Lászlóné, Takács Péterné, Tőkéné Szakmári Mária, Zsidai Zsuzsa |
| Antrenor |
| Elek Gyula |

| Componență |
| --- |
| Fiedler Erika, Kertész Klára, Kókai Erzsébet, Kökény Beatrix, Krammer Mária, Kulcsár Gyöngyi, Lőwy Dóra, Menyhárt Rita, Olasz Mária, Őze Beáta, Pádár Ildikó, Pádár Margit, Szarka Éva, Takács Gabriella, Tóth Beatrix, Vavrik Hajnalka |
| Antrenor |
| Németh András |

| Componență |
| --- |
| Farkas Andrea, Farkas Ágnes, Fiedler Adrienne, Fiedler Erika, Kertész Klára, Kókainé Molnár Erzsébet, Kökény Beatrix, Krammer Mária, Kulcsár Gyöngyi, Pádár Ildikó, Szarka Éva, Takács Gabriella, Tóth Beatrix |
| Antrenor |
| Németh András |

| Componență |
| --- |
| Becz Mariann, Hoffmann Olga, Horváth Lenke, Farkas Andrea, Farkas Ágnes, Fiedler Erika, Kerner Krisztina, Kertész Klára, Kökény Beatrix, Krammer Mária, Kulcsár Gyöngyi, Lőwy Dóra, Pádár Ildikó, Siti Eszter, Szarka Éva, Takács Gabriella, Tóth Beatrix, Vavrik Hajnalka |
| Antrenor |
| Németh András |

| Componență |
| --- |
| Becz Mariann, Brigovácz Nikoletta, Farkas Andrea, Fiedler Erika, Győrffyné Horváth Ildikó, Hoffmann Olga, Kántor Anikó, Kertész Klára, Kovásznai Andrea, Kökény Beatrix, Lőwy Dóra, Pádár Ildikó, Pásztor Zsófia, Siti Eszter, Szarka Éva, Takács Gabriella, Tóth Beatrix, Vavrik Hajnalka, Veszeli Judit |
| Antrenor |
| Németh András |

| Componență |
| --- |
| Bárdos Mónika, Brigovácz Nikoletta, Cioculeasa Iuliana, Deli Rita, Kirsner Erika, Kökény Beatrix, Kovács Veronika, Lőwy Dóra, Pádár Ildikó, Pásztor Zsófia, Siti Eszter, Sugár Tímea, Tóth Enikő, Wolf Alexandra |
| Antrenor |
| Németh András |

| Componență |
| --- |
| Benyáts Beatrix, Blaskovits Adrienn, Farkas Ágnes, Kamper Olívia, Kirsner Erika, Kovács Veronika, Lőwy Dóra, Miklosová Katerina, Pádár Ildikó, Pádár Margit, Pastrovics Melinda, Siti Eszter, Sugár Tímea, Tóth Enikő, Tóth Tímea |
| Antrenor |
| Németh András |

| Componență |
| --- |
| Balázs Dóra, Dajka Bettina, Harisova Katarina, Illés Vera, Kirsner Erika, Miklós Emese, Mravikova Katarina, Németh Csilla, Németh Helga, Palotás Bettina, Pastrovics Melinda, Smidéliusz Júlia, Soós Viktória, Szamoránsky Anikó, Szamoránsky Piroska, Szucsánszki Zita, Tóth Tímea, Uhrakova Lucia, Vanyova Sandra, Varga Viktória, Zácsik Szandra |
| Antrenor |
| Németh András |

## Ferencvárosi TC II
Ferencvárosi TC II este echipa de junioare a clubului de handbal FTC-Rail Cargo Hungaria. Echipa evoluează în Nemzeti Bajnokság I/B, liga secundă din Ungaria. Deși joacă în același sistem competițional, echipa de junioare nu poate promova în liga superioară, Nemzeti Bajnokság I, deoarece echipele de junioare nu pot juca în aceeași divizie cu echipele de senioare ale aceluiași club.
Lotul pentru sezonul 2011-12
| Portari - Annamária Ferenczi - Viktória Hartyáni - Kamilla Kántor Extreme - Viktória Lukács - Nelli Such - Erika Tauker - Melinda Tóth - Fruzsina Zsigmond Pivoți - Barbara Hermann - Melitta Kaiser - Barbara Szendrei | Intermediari - Virgínia Bárdi - Szilvia Bauer - Bettina Budai - Nikolett Budai - Ildikó Gaylhoffer - Lilla Katona - Nikolett Kiss - Ágnes Kocsis - Gréta Kovács - Izabella Nagy - Kitti Rásonyi - Anikó Szabó |